# 산업기능요원
산업기능요원(産業技能要員, 영어: Industrial Technical Personnel)은 대한민국의 전환, 대체복무제도 중 하나로, 국가경쟁력을 높이기 위해 병역의무가 있는 사람 가운데 일부를 선발하여 현역으로 복무하는 대신에, 연구기관이나 산업체에 대체 복무하도록 하는 제도이다.

## 규모
- 늦어도 2022년 이후에는 보충역이 폐지되어, 병역 구분이 현역과 제2국민역으로 2원화된다. (그 외로는 '병역면제')

## 제도 소개
- 산업기능요원은 사회복무요원과 다른 "근로자"이기 때문에 병 월급이 아닌 적게는 최저임금에서 많게는 중견기업 연봉까지 받는다. 소수의 경우 대기업 사원 이상의 연봉을 받기도 한다.

- 산업기능요원은 병무청에서 허가받은 산업체에서 근무하는 것으로 역시 3주간 논산 육군훈련소, 혹은 지역 사단에서 기초군사교육을 받는다. 기초군사교육도 복무기간에 산입한다. 보통 관련 자격증이 요구되나, 학위가 필요하지는 않다.

- 복무기간은 현역 대상자는 2년 10개월, 보충역 대상자는 1년 11개월이다.[1]
  - 현역 대상자가 복무 중 재신검을 받아 보충역 대상자가 된 경우에도 복무 기간은 줄어들지 않는다.

- 만약 복무 자격을 잃어 취소되거나, 더 이상 복무할 수 없을 경우, 신체등급 1~3급은 현역병으로, 4급은 사회복무요원으로 재복무해야 한다. 이 때. 기존 복무기간은 1/4만 인정된다.

- 역으로 사회복무요원 등 보충역이 산업기능요원에 한해 편입할 수 있다.
  - 단 정보처리 및 게임분야를 전공한 사람으로, 정보처리업(S/W개발), 게임S/W제작업으로만 편입이 가능하다.
  - 이 경우는 기존 복무기간이 그대로 인정되어 2년 2개월 중 남은 기간만 복무하면 된다.

## 복무분야에 따른 경력 인정
- 한국산업인력공단[2][3]에서는 산업기능요원 및 승선근무예비역과 전문연구요원도 현역과 보충역 자원을 불문하고, 기초군사교육 기간은 근무 경력으로 인정받지 못한다.
- 그러나 사회복무요원은 한국산업인력공단의 경우, 복무 분야 (사회복지, 보건의료, 교육문화, 환경안전, 행정)에 따라 사회복무요원으로서의 보충역 소집 시작일인 기초군사교육 훈련소 입소일 당일부터 근무기간을 경력으로 인정받아, 산업기사나 기사, 기술사 등의 취득이 가능하다. 기초군사교육도 근무지에서 '위탁교육'으로 보낸 것이기 때문이다. 다른 보충역인 예술체육요원 그리고 공중보건의사, 징병전담의사, 공중방역수의사, 공익법무관도 마찬가지이다.

## 다른 종류로 이동
- 징병검사 결과에 따라 사회복무요원 외 보충역과 산업기능요원과의 전환, 작전전경, 의무경찰, 해양경찰, 의무소방원 등(전환복무)에서 산업기능요원으로 편입, 산업기능요원에서 현역 육군으로 편입 가능하다.
  - 전문연구요원이나 승선근무예비역으로는 편입할 수 없다.

- 작전전경, 의무경찰, 해양경찰, 의무소방원 등에서 산업기능요원으로 편입 가능하다.

- 사회복무요원 등 보충역 소집 이후에는 사회복무요원과 산업기능요원 사이에만 소속 변경이 가능하며, 그 외에는 징병검사에 따른 역종에 따라 각각 현역병과 사회복무요원으로 남은 기간 동안 복무하게 된다.

- 산업기능요원에서 사회복무요원으로 재지정되는경우, 기존 복무했던 기간은 4분의 1만 인정된다.
  - 현역자원은 육군으로, 보충역 자원은 사회복무요원으로만 재지정된다.

- 반면 사회복무요원 등 보충역에서 산업기능요원으로 재지정되는 경우는 기존 복무한 기간이 그대로 인정된다. 단, 소집해제로부터 6개월 이내의 사회복무요원은 재지정이 불가하다.

- 재지정 사유는 다음과 같다.

1. 부실복무 등 병역법을 위반하였을 경우
2. 본인 지원에 따라 그만두기를 원할 경우,
3. 사업장이 폐업하고 3달이내 새로운 곳을 정하지 못하였을 경우

## 자격사항
산업기능요원 편입(신규 소집도 '편입'이라고 한다)에 필요한 자격사항은 반드시 4년제 대학교 졸업 이하 이여야 한다. 필요 자격 및 면허는 아래와 같다.
| 대학 수료학년 | 기술자격 | 기술자격 | 기술자격 | 해기사의 면허 (승선근무예비역에만 한함) | 해기사의 면허 (승선근무예비역에만 한함) | 해기사의 면허 (승선근무예비역에만 한함) | 해기사의 면허 (승선근무예비역에만 한함) |
| 대학 수료학년 | 기사     | 산업기사 | 기능사   | 항해사 및 기관사                        | 운항사                                  | 통신사                                  | 소형선박조종사                          |
| ------------- | -------- | -------- | -------- | --------------------------------------- | --------------------------------------- | --------------------------------------- | --------------------------------------- |
| 4년           | ○        | ×        | ×        | 1~6급                                   | 1~5급                                   | 1~3급                                   | ×                                       |
| 3년           | ○        | ○        | ×        | 1~6급                                   | 1~5급                                   | 1~3급                                   | ×                                       |
| 2년           | ○        | ○        | ×        | 1~6급                                   | 1~5급                                   | 1~3급                                   | ×                                       |
| 1년           | ○        | ○        | ○        | 1~6급                                   | 1~5급                                   | 1~3급                                   | ○                                       |
| 미수료        | ○        | ○        | ○        | 1~6급                                   | 1~5급                                   | 1~3급                                   | ○                                       |
| 고졸이하      | ○        | ○        | ○        | 1~6급                                   | 1~5급                                   | 1~3급                                   | ○                                       |

- 1996년 이전에 존재하였던 기능사보는 기능사로 인정한다.
- 미필 보충역의 경우 상기의 자격·면허를 보유하지 않고 있더라도 보충역 공석이 있는 어느 산업체로든지 편입 가능하다.
- 2014년도는 대학생의 경우 보충역만 산업기능요원으로 지원할 수 있다. (변경 법규 관련 공개 게시판)

## 같이 보기
- 전문연구요원, 승선근무예비역
- 사회복무요원
- 공중보건의사, 공익법무관, 공중방역수의사
- 징병제, 대한민국의 병역 제도, 징병검사, 모병제
- 육군훈련소, 대한민국 국군, 국방개혁 2020
- 병력에 따른 나라 목록, 군대가 없는 나라 목록
- 병역특례비리사건, 대체복무제
- 산업훈저체대역([[:zh:產業訓儲替代役]|중국어판]])

## 참조 자료, 법령
- 법에는 각기 그에 따른 시행령과 시행규칙이 있다. 앞으로 시행될 예정인 법안도 통과 절차별로 확인할 수 있다.

1. 병무청 사회복무포탈- 해당업체 구인공고 등 확인 가능.
2. 법제처 '국가법령정보센터'-부칙과 별도 서식까지 확인 가능.
3. 정교- IT 산업기능요원 병역특례 공개 게시판, 병역특례업체, 방위산업체, 군입대 징병검사 안내, 병무청 병역법 해설 제공